# Petrified Forest National Park
Petrified Forest National Park er en nationalpark i delstaten Arizona i USA. Parken blev etableret 9. december 1962, og er på 378 km². Den ligger i  Chinle Formation og har en stor koncentration af 225 millioner år gammelt forstenet træ.  Det omgivende område, Painted Desert (den malede ørken), har eroderet rødfarvede vulkansk klippe kaldet bentonit.  Parken indeholder også kratstepper, farverige ørkenområder og golde eroderede bjergområder. Der er registreret over 600 arkæologiske fund efter tidlige bosætninger – de ældste muligvis over 8.000 år gamle.
Landskabet i parken ligger mellem 1.615 og 1.900 meter over havet, og er en del af Coloradoplateauet. Nationalparken krydses af Interstate 40 (Route 66), og den nordlige del strækker sig ind i  Painted Desert. Petrified Forest-området blev udpeget som et National Monument 8. december 1906. Painted Desert blev lagt til på et senere tidspunkt. Den 9. december 1962 blev hele monumentet ændret  til nationalpark. Parken er 48 km lang fra nord til syd, og varierer i bredde mellem 19 og 1,9 km. De længste etablerede stier i parken er 3,2 km lange.
Dyrelivet omfatter gaffelbuk, prærieulv, rødlos og Peromyscus maniculatus.
Forstenede træer, de fleste af den uddøde nåletræsslægt Araucarioxylon arizonicum. Fossiler af dyr og planter er for det meste fra yngre trias.   Plantefossilene omfatter kongepalmer og gingko, mens dyrefossilene omfatter blandt andet phytosauria, padder og tidlige dinosaurer. 
Tyveri af forstenet træ har været et problem for parken i alle år til trods for beskyttelse og at de nærliggende leverandører sælger forsteinet tre som er indsamlet lovligt fra de private områder af parken. Til trods for et vagthold med syv vagtårne med National Park Service Rangers, hegn, varselsignaler og truslen om en bøde på $325  bliver i gennemsnit 12 ton af fossilt tre alligevel stjålet fra nationalparken hvert år. 